# Березек
Березе́к — деревня в Вавожском районе Удмуртии, входит в состав муниципального образования Большеволковское сельское поселение.
В селе действует начальная школа, фельдшерско-акушерский пункт.
Урбанонимы:
- улицы — Вишневая, Зеленая, Садовая

## Население
| 2010 | 2012 |
| ---- | ---- |
| 209  | ↘199 |